# Francesco Canalini

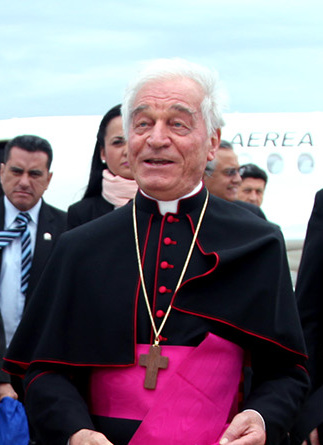
Erzbischof Francesco Canalini (2015)

Francesco Canalini (* 23. Mai 1936 in Osimo, Italien) ist ein italienischer Geistlicher und emeritierter vatikanischer Diplomat.

## Leben
Francesco Canalini wurde am 18. März 1961 zum Priester geweiht. 1966 schloss er die Ausbildung an der Päpstlichen Diplomatenakademie ab. Papst Paul VI. verlieh ihm am 1. Juni 1971 den Ehrentitel Kaplan Seiner Heiligkeit (Monsignore) und Papst Johannes Paul II. am 6. Juli 1983 den Titel Ehrenprälat Seiner Heiligkeit. Am 28. Mai 1986 wurde er zum Titularerzbischof von Valeria und zum Apostolischen Pro-Nuntius in Indonesien ernannt, die Weihe zum Bischof erfolgte am 12. Juli desselben Jahres. Seine weitere Laufbahn im diplomatischen Dienst des Heiligen Stuhls umfasst die Ernennung zum Apostolischen Nuntius in Ecuador am 20. Juli 1991, zum Apostolischen Nuntius in Australien am 3. Dezember 1998 und schließlich zum Apostolischen Nuntius in der Schweiz und in Liechtenstein am 8. September 2004.